# Constante de Favard
En matemáticas, la constante de Favard, o constante de Akhiezer-Krein-Favard, de orden r está definida por:
{\displaystyle K_{r}={\frac {4}{\pi }}\sum \limits _{k=0}^{\infty }\left[{\frac {(-1)^{k}}{2k+1}}\right]^{r+1}.}
La constante de Favard recibe el nombre del matemático francés Jean Favard, y los soviéticos Naum Akhiezer y Mark Krein.

## Usos
Esta constante se utiliza en soluciones de varios problemas extremos, por ejemplo;
- es la constante en la desigualdad de Jackson para los polinomios trigonométricos
- es la constante en la desigualdad de Landau-Kolmogorov
- normas de splines perfectos periódicos.